# Dicionário Internacional de Mulheres
Dicionário Internacional de Mulheres: 25.000 Mulheres Através dos Tempos é um dicionário biográfico sobre mulheres. Publicado em 2006 pela Yorkin Publications (um selo da editora Gale), o Dicionário de três volumes pretendia compensar a escassez de informações sobre mulheres disponíveis em outros dicionários biográficos. As editoras Anne Commire e Deborah Klezmer descobriram que menos de cinco por cento dos textos de tais obras eram dedicados às mulheres.
O dicionário foi o vencedor do prêmio de Melhor Livro de Referência de 2007 da American Library Association.

## Conteúdo
Os dois primeiros volumes do dicionário contêm verbetes sobre mulheres ao longo de milênios e o terceiro volume é dedicado aos índices. O livro também contém 85 gráficos genealógicos. O dicionário não contém informações de autor ou fonte; no entanto, 10.000 dos verbetes relembram o leitor da obra em 17 volumes Mulheres na História Mundial, que contém mais detalhes. A série Dicionário Internacional de Mulheres serviu como uma expansão do trabalho anterior em vários volumes, embora o número de verbetes tenha diminuído.
Cada verbete contém informações biográficas como data de nascimento e de falecimento, profissão, quaisquer pseudônimos usados e, se casadas, quem eram seus cônjuges e filhos e, em seguida, uma descrição geral de sua vida e realizações. O período de tempo coberto inclui desde 3100 a.C até o século XX. Os índices separam os verbetes em diferentes formatos, incluindo período de tempo, profissão e localização geográfica.As páginas dos verbetes, no entanto, não estão incluídos nesses índices, portanto, devem ser pesquisados em ordem alfabética dentro do volume relevante.

## Recepção da critica especializada
Em uma revisão para a revista Feminist Collections: A Quarterly of Women's Studies Resources, Vicki Tobias escreveu: "Como um recurso de referência, o Dicionário Internacional de Mulheres tem sucesso onde outras obras semelhantes ficam aquém." Ela elogiou particularmente a extensão e os detalhes dos verbetes, que geralmente incluem variações de nomes, casamentos e "linhagem feminina, uma tarefa muitas vezes intransponível, mas crítica para estabelecer informações biográficas precisas sobre as mulheres. ... o Dicionário Internacional de Mulheres é um recurso admirável de 'primeira parada' e oferece aos estudiosos em todos os níveis um ponto de partida muito necessário para pesquisas mais aprofundadas."